# 金茂坪戲院

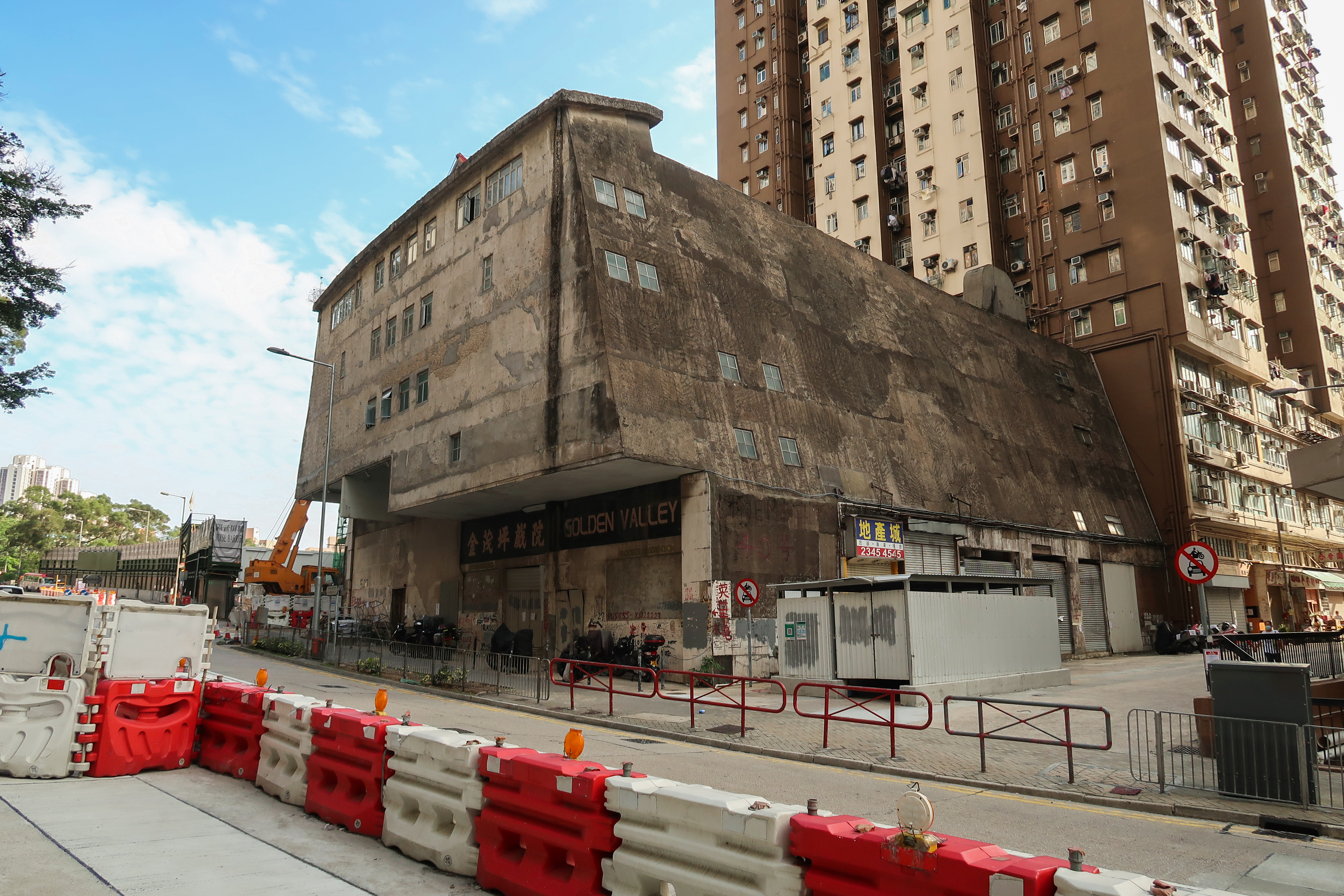
結業後的金茂坪戲院北面

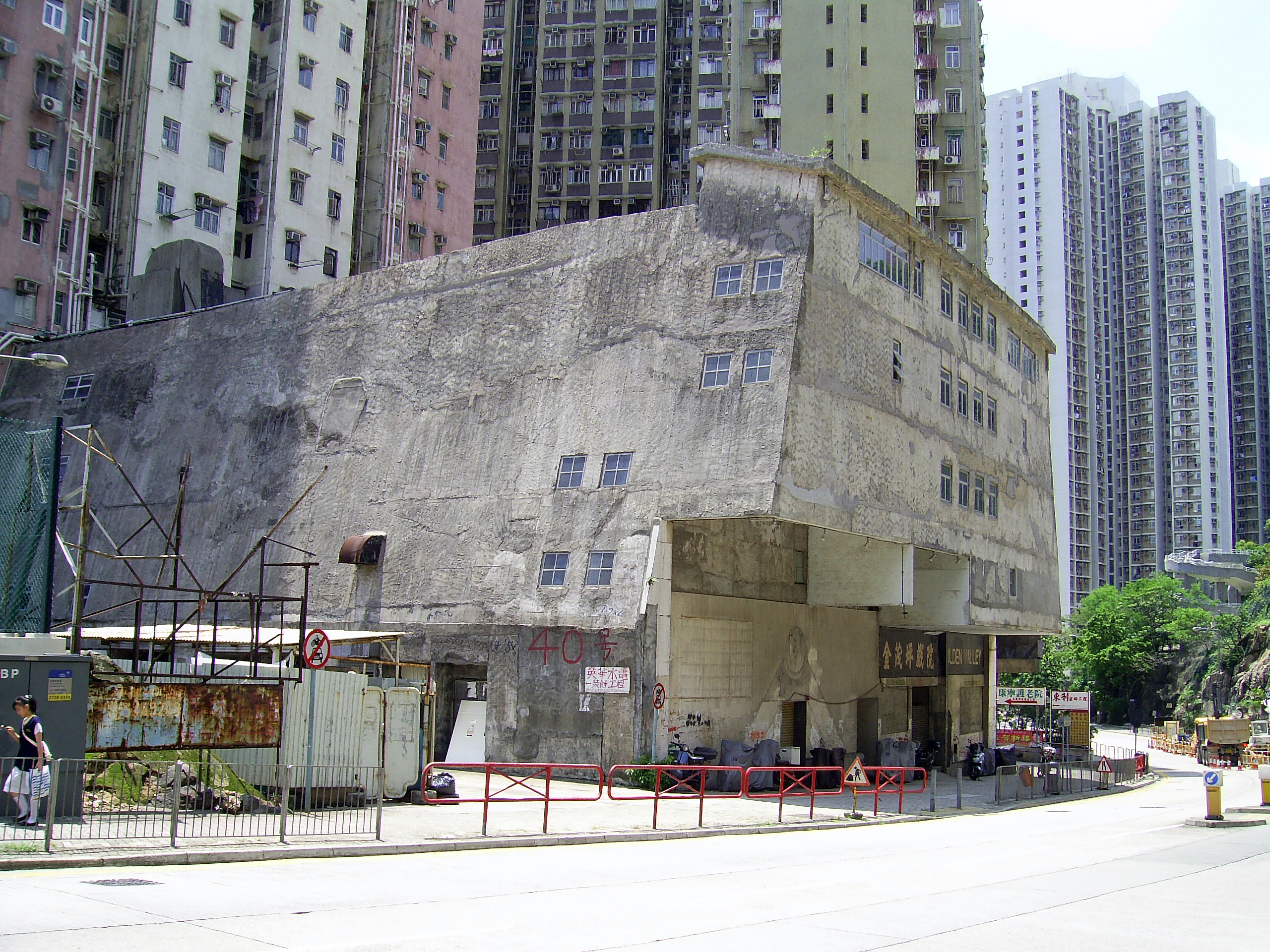
結業後的金茂坪戲院南面

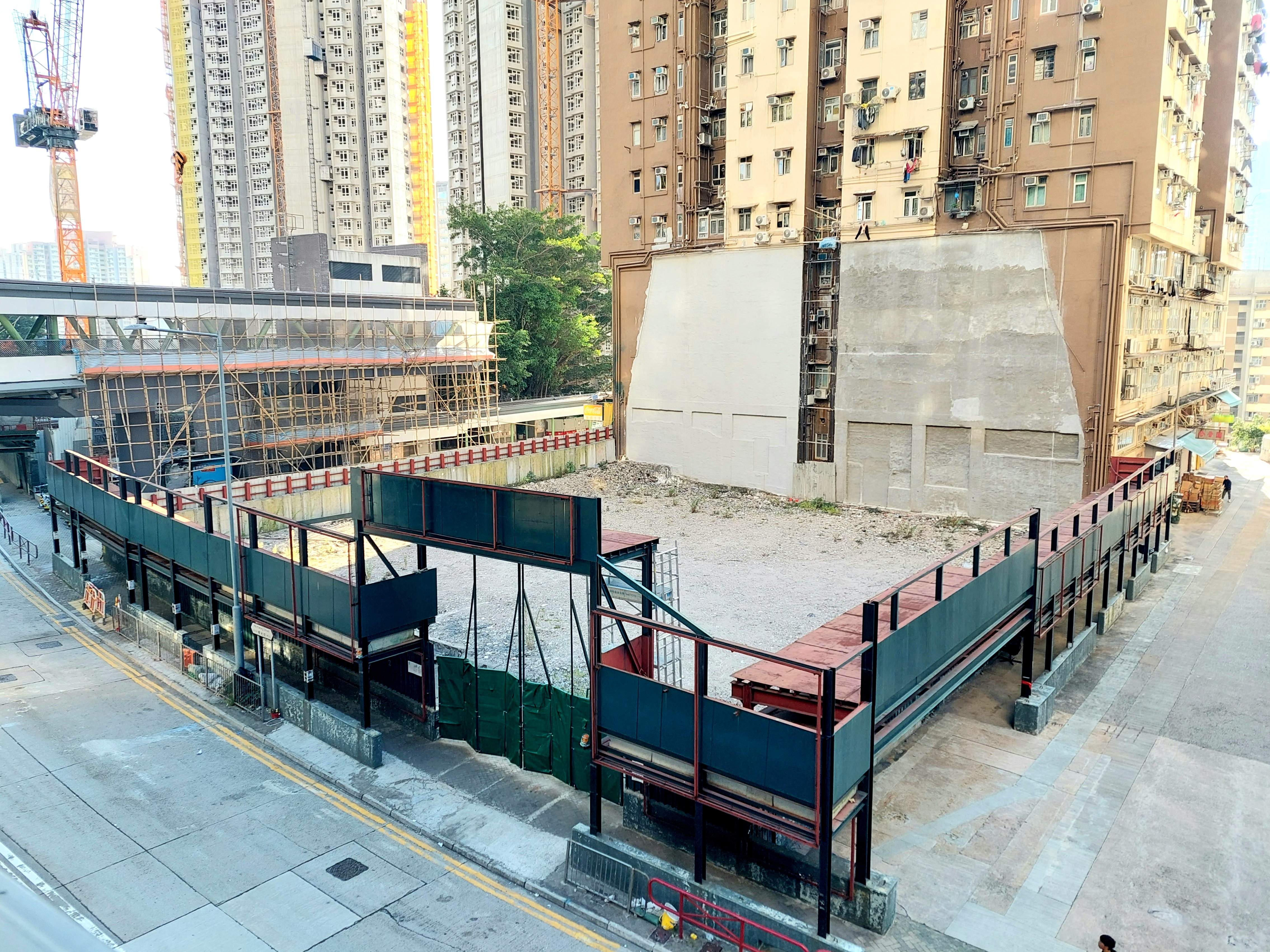
金茂坪戲院拆卸後的空地

金茂坪戲院（英語：Golden Valley Theatre）是香港一間已經結業並拆卸的戲院，由華懋集團發展及由遠東發展經營，位於九龍秀茂坪曉光街40號，由1978年經營至1992年。業權現由華懋集團繼續持有，並計劃重建為電影文化中心。

## 歷史
金茂坪戲院於1978年10月19日開幕，邵氏旗下演員白彪和潘冰嫦等人剪綵。為當時的秀茂坪邨徙置居民提供電影播放，為香港典型街坊電影院。曾於70-80年代港產片盛行時興極一時，1980年代戲院內桌球室開幕，自1990年代初附近的秀茂坪邨開始重建，因戲院位置不便，經營情況欠佳，故於1992年結業。
金茂坪戲院結業後，發展商華懋集團繼續持有戲院大樓業權，戲院大樓大部份至今仍然空置。2013年8月8日，華懋集團決定放售有關物業。以意向價約2億元推出市場標售，同月29日截標。然而戲院未能成功出售，2018年1月18日，華懋集團表示會與非牟利團體商討合作，將戲院用作社企用途。。

### 拆卸重建
2020年3月，華懋集團表示將翻新金茂坪戲院成為集合戲院、劇場、共享工作室、咖啡店的「香港電影文化中心」。 不過到2021年9月2日，華懋集團指戲院會重建，清拆工程原預計同年9月或10月開始，最後於2022年中拆卸，並期望能在2024年第四季完成及開放使用，改善社區環境及娛樂設施，為社區注入活力，並協助推動電影文化欣賞及香港電影業的持續發展。

## 流行文化
ViuTV連續劇《無限斜棟有限公司》曾於戲院取景拍攝。

## 傳聞
金茂坪戲院的傳聞有很多，當中如下：
- 戲院是日佔時期日軍的行刑場，但不少秀茂坪老居民未聽聞其事。
- 不少網民均將戲院與秀茂坪發生兩次山泥傾瀉拉上關係，但山泥傾瀉肇事地點與戲院有一大段距離。
- 傳聞1980年代戲院發生大火，但未有任何報章記載，亦有不少秀茂坪居民在網上聲稱並無其事，在維基百科香港火災列表條目中更未有記錄戲院發生過大火。
- 戲院擁有人多次試圖清拆戲院但不果，傳聞拆卸工人在戲院內遇上鬼怪事件，令工程擱置。

另外多名秀茂坪街坊2020年在觀塘區議會曉麗區張敏峯facebook留言澄清網上傳聞

## 參看
- 六一八雨災
- 香港已結業戲院列表

## 外部連結
- 金茂坪戲院內部照片和影片 - 香港討論區 （页面存档备份，存于）